# NetworkX
NetworkX é uma biblioteca da linguagem de programação Python para estudar grafos e redes. NetworkX é um software livre lançado sob a licença BSD. 

## Características
- Classes para grafos não direcionados e direcionados.
- Conversão entre formatos de grafos.
- Capacidade de construir grafos aleatórios ou construí-los de forma incremental.
- Capacidade de encontrar subgrafos, cliques e núcleos k.
- Possibilita analisar adjacência, grau, diâmetro, centralidade, etc.
- Desenhar redes em 2D e 3D.

## Performance
NetworkX pode ser utilizado para operações em grafos grandes, por exemplo grafos com mais de 10 milhões de nós e 100 milhões de arestas. Por utilizar uma estrutura de dados pythônica de um "dicionário de dicionários", NetworkX é razoavelmente eficiente e bastante escalável para análise de redes.  